# 名曲喫茶らんぶる
名曲喫茶らんぶる（めいきょくきっさらんぶる）は、東京都新宿区新宿三丁目にある喫茶店。店内でクラシック音楽を聴かせる名曲喫茶である。

## 概要
喫煙可能な1階、全席禁煙の地下1階と地下2階という3つのフロアで構成されており、地下部分は吹き抜けとなっている。元は正統派の名曲喫茶として音楽をじっくりと聴かせる営業形態であったが、現在は通常の喫茶店のようにコーヒーや軽食を提供し、BGMとして有線のクラシック音楽を流している。3,000枚を超えるレコードを保管しているがそれらをかけることはなく、客からのリクエストも受け付けていない。過去には昼と夜に「コンサートタイム」が開催されており、レコード係が選んだ曲やその月の新譜から構成される一ヶ月分のメニューに基づき、解説とともに音楽がかけられていたが、2006年の時点ではもう開催されていない。
旅行好きの創業者の趣味により、客船のような内装となっている。内装の豪華さから、映画・ドラマ等の撮影場所としての打診を数多く受けているが、「映像撮影で店を貸切にしてしまうと、久しぶりに店を訪れた客を迎えられない」という理由で写真撮影以外は断っている。
提供されるパフェは、作るスタッフごとに盛り付けが違う。

## 歴史
1950年に、内地留学生であった呂芳庭が新宿の中央通り商店街で創業した。太平洋戦争後、日本における朝鮮人や台湾省民、中国人はGHQによって「解放国民」とされ、GHQの横流れ品などを扱うことができたので、台湾人の呂も当時貴重だったLPを入手できた。医大卒かつクラシック・ファンであり、さらにフランス語に堪能というインテリであった呂は、他の台湾人が手を出したキャバレーやパチンコなどの商売を避け「琥珀」を意味するフランス語の「らんぶる(l'ambre)」を店名とする名曲喫茶を開いた。名曲喫茶の草分けであると言われている。
1955年、現在地である新宿三丁目に移転した。1968年の新宿騒乱の際には学生の逃げ込み場所として使われた。1974年に改装をして現在の姿となるが、1955年当時の椅子やテーブルがそのまま用いられた。